# Graptodytes aurasius
Graptodytes aurasius là một loài bọ cánh cứng trong họ Bọ nước. Loài này được Jeannel miêu tả khoa học năm 1907.